# VTT magazine
VTT magazine, souvent abrégé VTT mag, est un magazine mensuel français créé en 1987. Il est entièrement consacré au vélo tout terrain. 
En 2014, VTT mag est tiré à 35 000 exemplaires. 
Appartenant précédemment au groupe Hommell, le magazine est repris en décembre 2020 à la barre du tribunal de commerce de Nanterre par le groupe des Éditions Larivière,.